# Гропинець (струмок)
Гропинець — струмок в Україні, у Рахівському районі Закарпатської області, правий доплив Чорної Тиси (басейн Дунаю).

## Опис
Довжина струмка приблизно 5 км. Формується з багатьох безіменних струмків.

## Розташування
Бере початок на південному сході від гірської вершини Близниці. Тече переважно на південний схід через Карпатський біосферний заповідник «Свидовецький масив» і впадає у річку Чорну Тису, праву притоку Тиси. 
Струмок перетинає автомобільна дорога Н09.